# Steve Parrish
Steve J. Parrish, dit Stavros, né le 24 février 1953 à Cambridge (Cambridgeshire), est un pilote de vitesse moto et de camions britannique, également commentateur sportif de radio et de télévision.

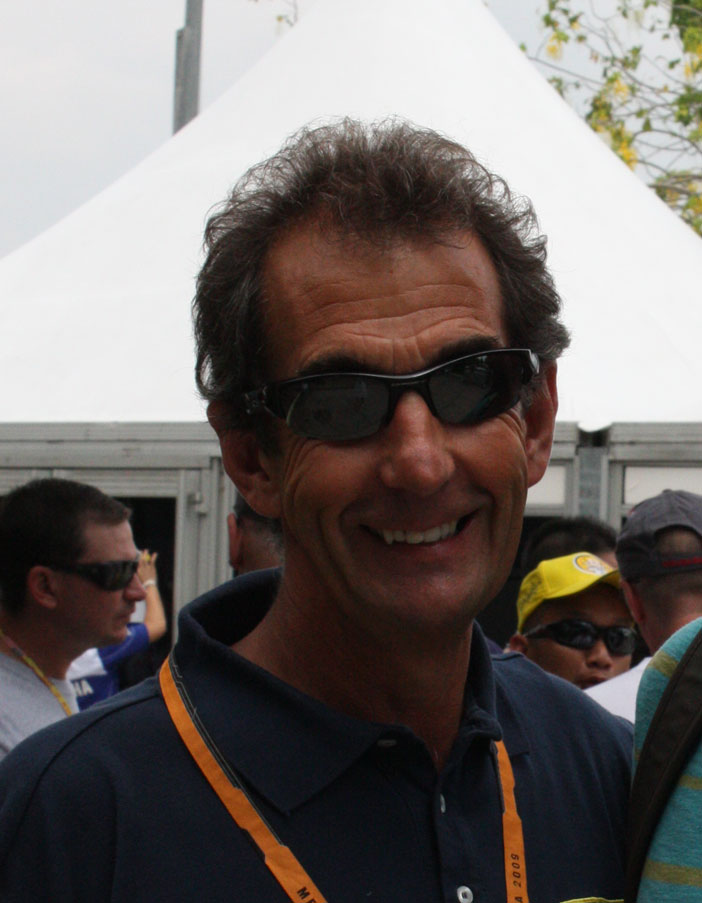
Steve parrish.

## Biographie
Il devient pilote professionnel motocycliste à 22 ans, en 1976. Après une saison complète de niveau mondial en 1977 au côté de son compatriote Barry Sheene pour l'équipe Suzuki, il se reconcentre par la suite essentiellement sur des courses nationales. À l'arrêt de la compétition en 1986, il devient le directeur de l'écurie Yamaha pour la Grande-Bretagne.
Il dispute 8 fois le Tourist Trophy de l'île de Man durant sa carrière, entre 1975 et 1986.
Il participe au Championnat du monde de vitesse moto lors de 52 courses entre 1977 et 1985, obtenant 1 podium (au Grand Prix de France 1982) et 1 meilleur tour en course (au Grand Prix de Grande-Bretagne 1977), pour un total de 92 points glanés.
Il effectue le Championnat d'Europe de courses de camions à 10 reprises, entre 1990 et 2001, après des débuts dans le championnat national en 1987 (s'imposant d'emblée). Retiré en 2002 à l'âge de 47 ans, il passe alors la main à son compatriote Terry Rymer.
Dès 1985 il commence une carrière de commentateur radio pour la BBC, puis il est à la télévision sur la chaine Sky avec Barry Nutley. De 1990 à 2013 il suit le championnat britannique et les Grand Prix moto pour la BBC avec Charlie Cox, les deux hommes couvrant également un temps le championnat britannique des voitures de tourisme (BTCC). Titulaire d'un brevet de pilotage, il suit encore le championnat du monde Red Bull de course aérienne pour Channel 4.
Réputé pour l'ampleur des conséquences de ses plaisanteries, il demeure le pilote possédant le plus de titres au niveau européen pour la spécialité des camions en sports mécaniques.

## Palmarès

### Motocycliste[2]
Pilote:

- Champion de Grande-Bretagne ACU[3] Solo: 1976 (Yamaha 750/Suzuki 500);
- Champion de Grande-Bretagne 500cm3 Gold Star: 1978;
- Champion de Grande-Bretagne 500cm3 ShellSport/Huiles Shell: 1979 et 1980 (Suzuki);
- Champion de Grande-Bretagne 750cm3 Superbike/Super One: 1981;
  - 5e du championnat du monde de vitesse moto 500 cm3: 1977;

Directeur d'équipe:

- Trois fois Champion de Grande-Bretagne 750cm3 Superbike/Super One;

### Camion
- Triple Champion d'Europe Classe C, en 1990, 1992 et 1993 (MB 1450-S);
- Double Champion d'Europe "Super-Trucks", en 1994 et 1996 (MB 1834-S);
- Quintuple Champion de Grande-Bretagne Open, en 1987, 1990, 1991, 1992 et 1993; 
  - vice-champion d'Europe "Super-Trucks", en 1995[4];
  - vice-champion de Grande-Bretagne Open, en 1989;
  - 4e du championnat d'Europe en 1999;
  - 5e du championnat d'Europe en 1998 et 2000;
  - 6e du championnat d'Europe en 2001;
  - 8e du championnat d'Europe en 1997.

## Record
- Vitesse en marche arrière: 136.8 km/h, sur un véhicule Caterham (record mondial inscrit au Livre Guinness des records).

## Distinction
- 1976: Grovewood Award du meilleur jeune pilote moto du Royaume-Uni.